# Ricardo Sousa da Cruz Maia
Ricardo Sousa da Cruz Maia (sinh ngày 21 tháng 7 năm 1991) là một cầu thủ bóng đá hiện tại thi đấu cho Đội tuyển bóng đá quốc gia Đông Timor ở vị trí tiền đạo.

## Bàn thắng quốc tế
| #  | Ngày                 | Địa điểm                                    | Đối thủ | Bàn thắng | Kết quả | Giải đấu               |
| -- | -------------------- | ------------------------------------------- | ------- | --------- | ------- | ---------------------- |
| 1. | 18 tháng 10 năm 2016 | Sân vận động Olympic, Phnôm Pênh, Campuchia | Lào     | 1–1       | 1–2     | Vòng loại AFF Cup 2016 |